# Saint-Paterne - Le Chevain
Pour les articles homonymes, voir Saint Paterne.
Saint-Paterne - Le Chevain est, depuis le 1er janvier 2017, une commune nouvelle française située dans le département de la Sarthe en région Pays de la Loire, peuplée de 2 090 habitants.
La commune fait partie de la province historique du Maine.

## Géographie

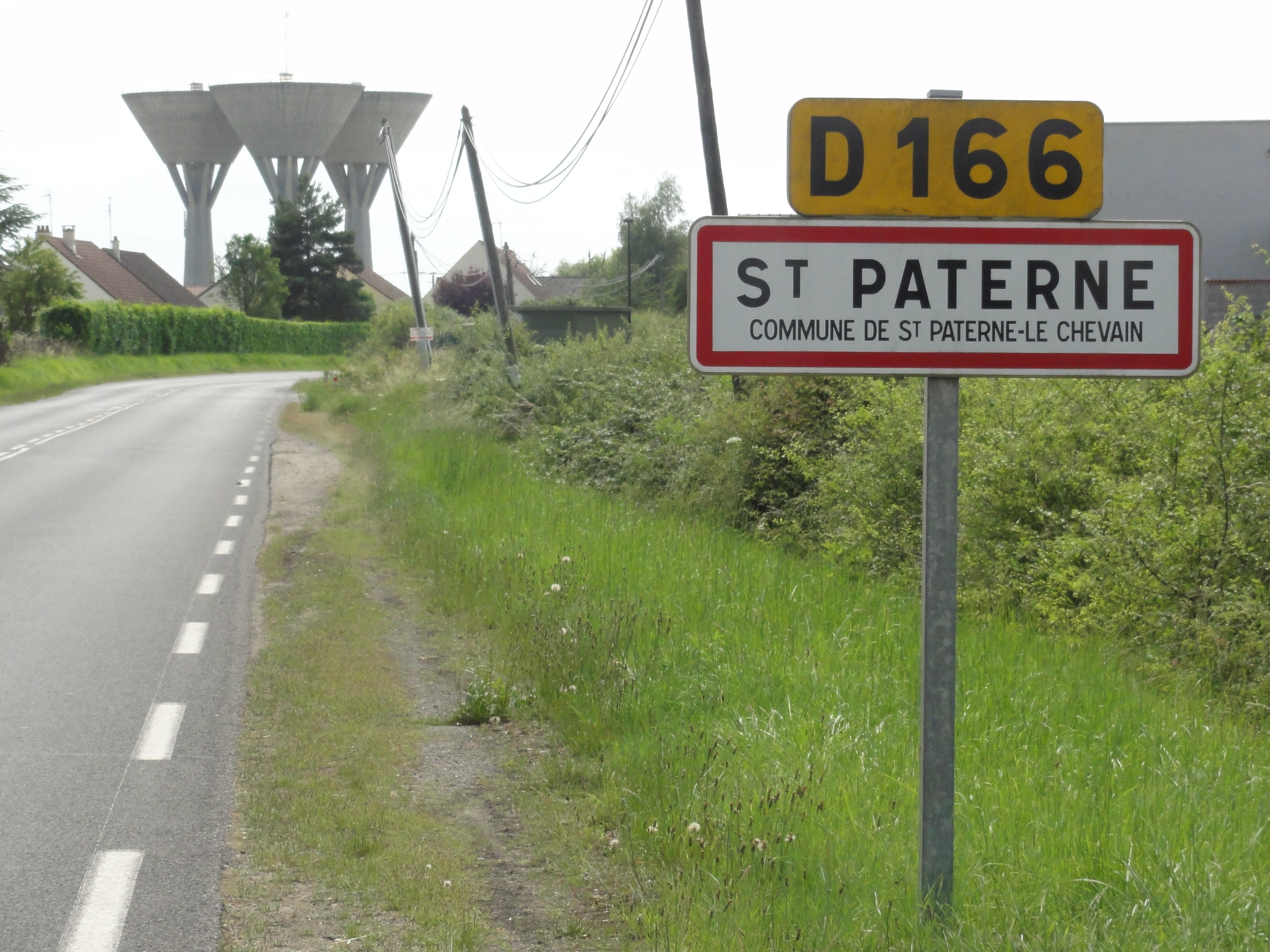
Entrée de Saint-Paterne.
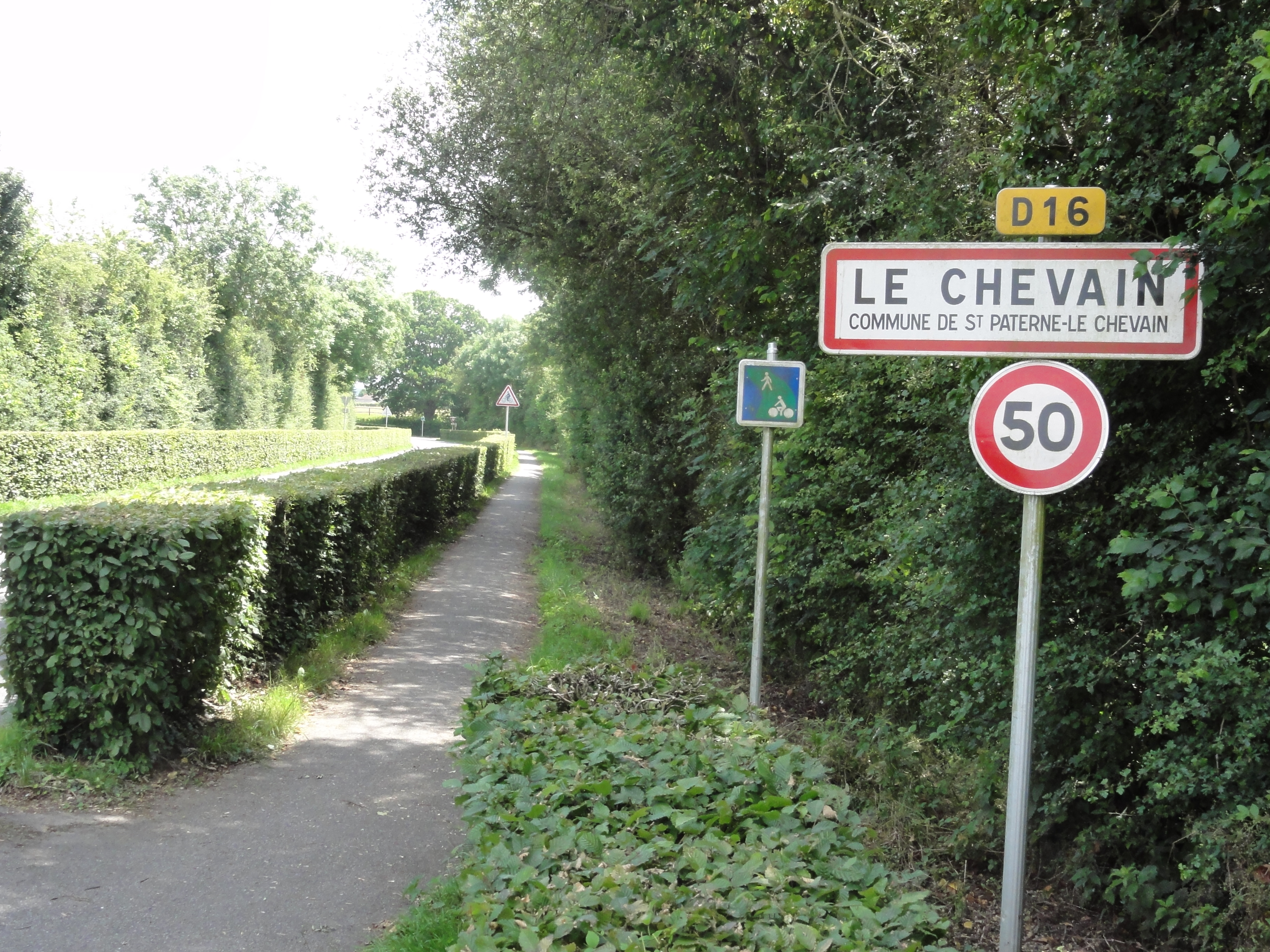
Entrée du Chevain.
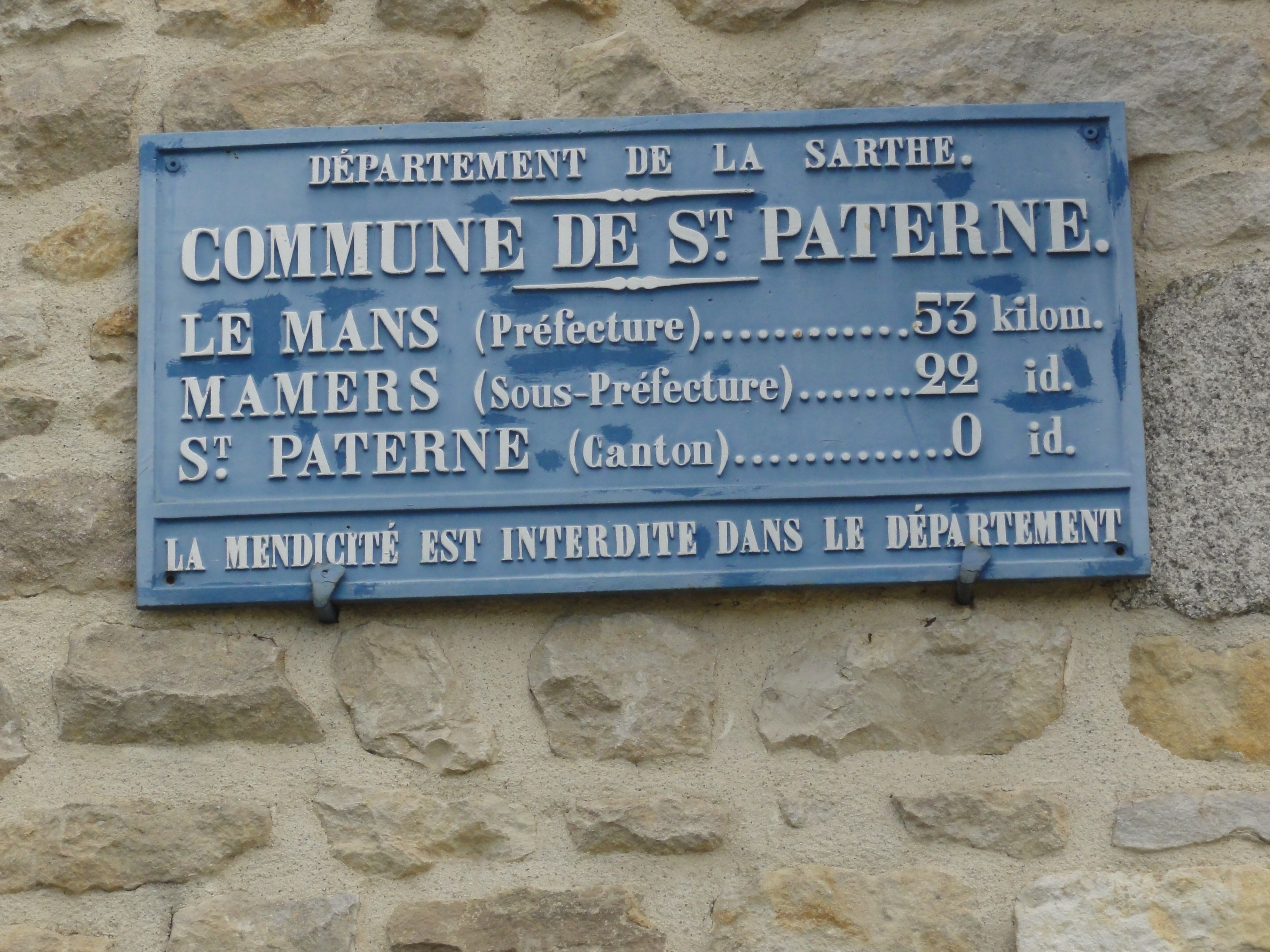
Plaque de cocher à Saint-Paterne.
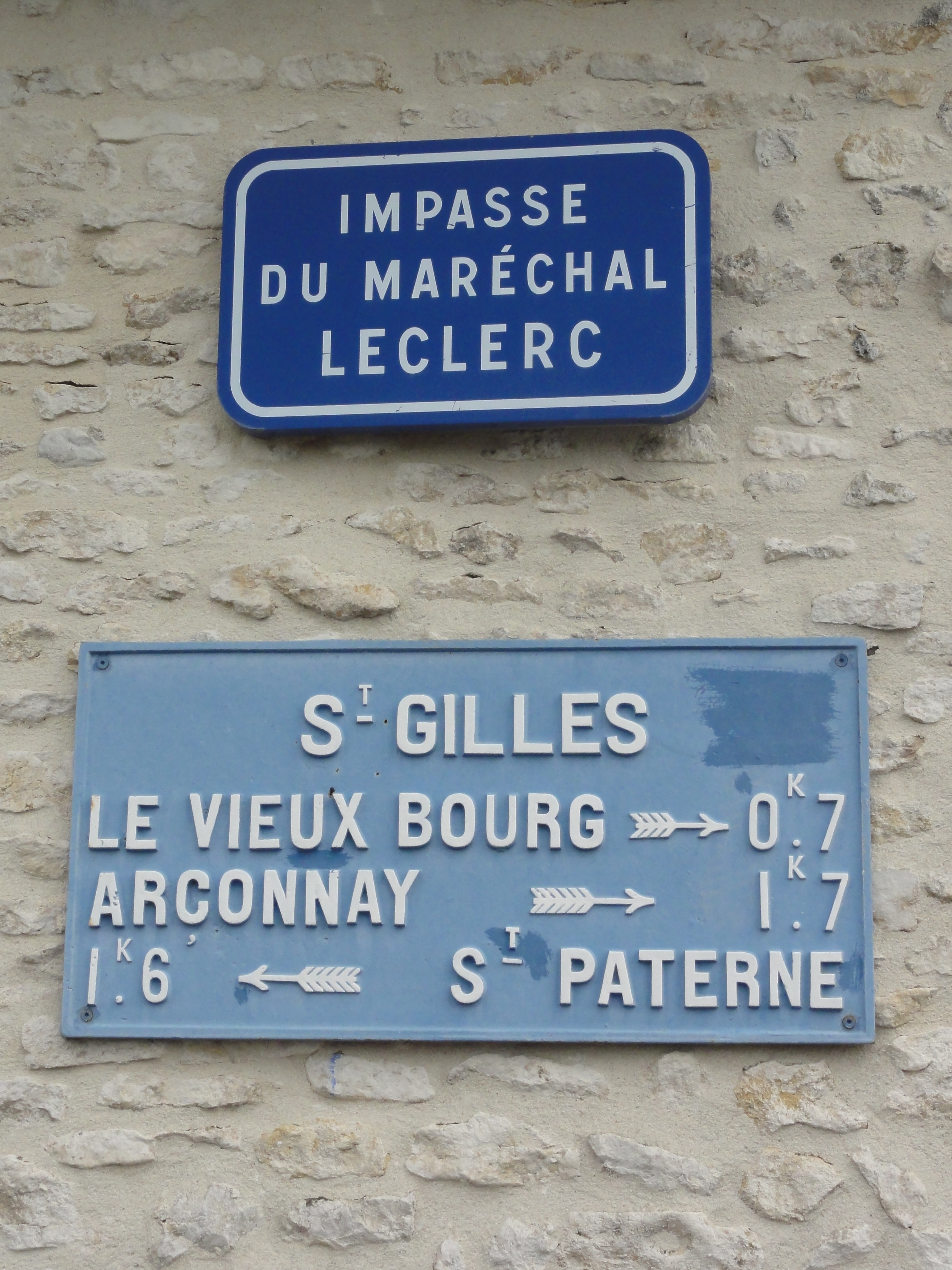
PLaque de cocher au hameau de Saint-Gilles.

### Climat
Pour des articles plus généraux, voir Climat des Pays de la Loire et Climat de la Sarthe.
En 2010, le climat de la commune est de type climat océanique dégradé des plaines du Centre et du Nord, selon une étude du CNRS s'appuyant sur une série de données couvrant la période 1971-2000. En 2020, Météo-France publie une typologie des climats de la France métropolitaine dans laquelle la commune est dans une zone de transition entre le climat océanique et le climat océanique altéré et est dans la région climatique Normandie (Cotentin, Orne), caractérisée par une pluviométrie relativement élevée (850 mm/a) et un été frais (15,5 °C) et venté.
Pour la période 1971-2000, la température annuelle moyenne est de 10,4 °C, avec une amplitude thermique annuelle de 14,1 °C. Le cumul annuel moyen de précipitations est de 727 mm, avec 11,9 jours de précipitations en janvier et 7,5 jours en juillet. Pour la période 1991-2020, la température moyenne annuelle observée sur la station météorologique de Météo-France la plus proche, « Alençon - Valframbert », sur la commune d'Alençon à 2 km à vol d'oiseau, est de 11,3 °C et le cumul annuel moyen de précipitations est de 743,7 mm,. Pour l'avenir, les paramètres climatiques de la commune estimés pour 2050 selon différents scénarios d'émission de gaz à effet de serre sont consultables sur un site dédié publié par Météo-France en novembre 2022.
| Mois                                  | jan.             | fév.           | mars          | avril           | mai             | juin           | jui.          | août           | sep.          | oct.          | nov.             | déc.           | année     |
| ------------------------------------- | ---------------- | -------------- | ------------- | --------------- | --------------- | -------------- | ------------- | -------------- | ------------- | ------------- | ---------------- | -------------- | --------- |
| Température minimale moyenne (°C)     | 2,1              | 1,7            | 3,4           | 5               | 8,3             | 11,3           | 13            | 13             | 10,2          | 7,9           | 4,7              | 2,3            | 6,9       |
| Température moyenne (°C)              | 4,7              | 5,2            | 7,7           | 10,1            | 13,4            | 16,6           | 18,7          | 18,7           | 15,5          | 12            | 7,8              | 5              | 11,3      |
| Température maximale moyenne (°C)     | 7,4              | 8,6            | 12            | 15,2            | 18,6            | 21,9           | 24,3          | 24,4           | 20,9          | 16            | 10,9             | 7,8            | 15,7      |
| Record de froid (°C) date du record   | −17,4 08.01.1985 | −18 05.02.1963 | −9,4 01.03.05 | −5,2 07.04.1956 | −2,6 12.05.1955 | 0,3 11.06.1955 | 3 08.07.1954  | 2,2 28.08.1974 | 0 20.09.1977  | −6 29.10.1947 | −10,6 23.11.1956 | −17 29.12.1964 | −18 1963  |
| Record de chaleur (°C) date du record | 17,7 27.01.03    | 20,1 27.02.19  | 23,6 30.03.21 | 28,9 16.04.1949 | 31 25.05.1953   | 37 18.06.22    | 39,8 25.07.19 | 38,5 10.08.03  | 34,3 09.09.23 | 28,5 02.10.23 | 21 01.11.15      | 16,5 07.12.00  | 39,8 2019 |
| Ensoleillement (h)                    | 604              | 892            | 134           | 1 736           | 198             | 2 147          | 2 223         | 2 136          | 1 737         | 1 119         | 726              | 631            | 17 271    |
| Précipitations (mm)                   | 74,8             | 56,6           | 52,8          | 49,7            | 62              | 55,4           | 50,8          | 51,4           | 54,5          | 72            | 75,9             | 87,8           | 743,7     |

## Urbanisme

### Typologie
Au 1er janvier 2024, Saint-Paterne - Le Chevain est catégorisée ceinture urbaine, selon la nouvelle grille communale de densité à sept niveaux définie par l'Insee en 2022.
Elle appartient à l'unité urbaine d'Alençon, une agglomération inter-régionale regroupant huit  communes, dont elle est une commune de la banlieue,,. Par ailleurs la commune fait partie de l'aire d'attraction d'Alençon, dont elle est une commune de la couronne,. Cette aire, qui regroupe 89 communes, est catégorisée dans les aires de 50 000 à moins de 200 000 habitants,.

## Histoire
La commune nouvelle regroupe les communes de Saint-Paterne et Le Chevain, qui deviennent des communes déléguées. Son chef-lieu se situe à Saint-Paterne.

## Politique et administration

### Liste des maires
| Période  | Période  | Identité       | Étiquette | Qualité                           |
| -------- | -------- | -------------- | --------- | --------------------------------- |
| 2017     | mai 2020 | Michel Mercier | DVD       | Responsable de travaux            |
| mai 2020 | En cours | Joël Touchard  | SE        | Contrôleur des finances publiques |

Le nombre d'habitants, au dernier recensement, étant compris entre 1500 et 2499, le nombre de membres du conseil municipal est de 19.

### Communes déléguées
| Nom                   | Code Insee | Intercommunalité | Superficie (km2) | Population (dernière pop. légale) | Densité (hab./km2) |
| --------------------- | ---------- | ---------------- | ---------------- | --------------------------------- | ------------------ |
| Saint-Paterne (siège) | 72308      | CU d'Alençon     | 7,23             | 1 531 (2021)                      | 212                |
| Le Chevain            | 72082      | CU d'Alençon     | 5,70             | 565 (2021)                        | 99                 |

## Population et société

### Démographie
L'évolution du nombre d'habitants est connue à travers les recensements de la population effectués dans la commune depuis sa création.

En 2022, la commune comptait 2 090 habitants, en évolution de −1,83 % par rapport à 2016 (Sarthe : −0,25 %, France hors Mayotte : +2,11 %).
| 2015  | 2016  | 2017  | 2018  | 2019  | 2022  |
| ----- | ----- | ----- | ----- | ----- | ----- |
| 2 142 | 2 129 | 2 120 | 2 113 | 2 106 | 2 090 |